# دلیل مرگ (آلبوم آبیچوآری)
دلیل مرگ (به انگلیسی: Cause of Dead) دومین آلبوم استودیویی گروه دث-متال آمریکایی، آبیچوآری، است. این آلبوم در ۱۹ سپتامبر ۱۹۹۰ میلادی منتشر شد. دلیل مرگ به عنوان آلبومی کلاسیک در تاریخ دث-متال شناخته می‌شود. تصویر جلد آلبوم توسط مایکل ویلان طراحی شده‌است. دلیل مرگ اولین آلبوم آبیچوآری است که با همراهی عضو طولانی مدت گروه یعنی، فرانک واتکینز، به عنوان بیس‌نواز و همچنین اولین و تنها آلبومی است که با همراهی عضو سابق گروه دث، جیمز مورفی، به عنوان گیتاریست منتشر شد. مورفی در ریف‌نوازی این آلبوم به گونه ای که بعدتر در آلبوم رویاهای گونه‌ی مرداری به نمایش گذاشت مشارکتی نداشت.
تصویر جلد این آلبوم در یکی از مجموعه آثار اچ.پی. لاوکرفت، کابوسِ اَلفِ لاوکرفت، استفاده شده بود. این اثر قرار بود که به عنوان تصویر آلبوم در زیر بقایا از گروه سپولچرا استفاده شود ولی رودرانر ریکوردز، ناشر آلبوم، اجازه داد که گروه آبیچوآری نخست از آن استفاده کند و همچنین سپولچرا را وادار به آن کرد که اثری دیگر از مایکل ویلان را برای آلبومشان برگزینند. دومین بخش از اثر یعنی، کابوس ب لاوکرفت نیز توسط گروه دیمولیشن همر برای آلبوم خشونت همه‌گیر از پیش انتخاب شده بود. این رخداد در رابطه با سپولچرا باعث شد که ایگور کاوالرا از رودزانرز ریکوردز دلخور شود، به طوری که تصویر جلد آلبوم را بر روی بازوی خود خال‌کوبی کرد.
دلیل مرگ همچنین کاوری از آهنگ حلقه ستمگران از گروه کلتیک فراست را شامل می‌شود.

## فهرست قطعات
| ترتیب | عنوان                           | موسیقی                   | زمان  |
| ----- | ------------------------------- | ------------------------ | ----- |
| ۱.    | مبتلا                           | پرز/دی. تاردی/ جی. تاردی | ۵:۳۴  |
| ۲.    | کفن (کیسه جنازه)                | پرز/دی. تاردی/ جی. تاردی | ۵:۴۹  |
| ۳.    | قطعه شده به نصف                 | پرز/دی. تاردی/ جی. تاردی | ۳:۴۳  |
| ۴.    | حلقه ستمگران (کاور کلتیک فراست) | تی.جی. واریر             | ۴:۲۵  |
| ۵.    | مردن                            | آبیچوآری/پرز             | ۴:۲۹  |
| ۶.    | نقطه آغاز را پیدا کن            | پرز/دی. تاردی/ جی. تاردی | ۲:۵۱  |
| ۷.    | دلیل مرگ                        | پرز/آ. وست/ جی. تاردی    | ۵:۳۸  |
| ۸.    | خاطرات باقی‌ست                   | پرز/دی. تاردی/ جی. تاردی | ۳:۴۴  |
| ۹.    | پشت و رو شده                    | پرز/دی. تاردی/ جی. تاردی | ۴:۵۷  |
|       |                                 |                          | ۴۱:۰۲ |

| ترتیب | عنوان                 | زمان |
| ----- | --------------------- | ---- |
| ۱۰.   | مبتلا (دمو)           | ۴:۱۶ |
| ۱۱.   | خاطرات باقی‌ست (دمو)   | ۳:۳۴ |
| ۱۲.   | قطعه شده به نصف (دمو) | ۳:۴۵ |

## دست اندر کاران
جان تاردی - خواننده
جیمز مورفی - نوازنده لید گیتار
تروور پرز - نوازنده ریتم گیتار
فرانک واتکینز - بیس‌نواز
دونالد تاردی - درام زن